# Chloë Grace Moretz
Chloë Grace Moretz (Atlanta, 10 februari 1997) is een Amerikaans actrice. Ze won in 2012 de People's Choice Award voor Favorite Movie Star Under 25. Daarnaast won ze in 2011 zowel een Empire Award voor beste nieuwkomer (voor Kick-Ass en Let Me In) als een Saturn Award voor Let Me In en een Young Artist Award in zowel 2011 (voor Diary of a Wimpy Kid) als 2012 (voor Hugo).

## Biografie
Moretz' eerste rol had zij in de televisieserie The Guardian. Op het witte doek verscheen ze voor het eerst in 2005, in de film Heart of the Beholder. Datzelfde jaar brak ze door met haar rol in de horrorfilm The Amityville Horror. Een jaar later speelde ze een dochter van een van de hoofdpersonages in de komedie Big Momma's House 2. Op televisie had ze ondertussen enkele gastrollen. Zo was te zien in afleveringen van My Name Is Earl en Desperate Housewives.
In 2010 speelde de toen dertienjarige Moretz onder meer vechtmachine Hit Girl in de actiefilm Kick-Ass en vampiermeisje Abby in Let Me In, twee films die in de Verenigde Staten samen meer dan 60 miljoen dollar opbrachten. In 2011 speelde ze Isabelle in Hugo, een film die werd genomineerd voor elf Academy Awards en er daarvan vijf daadwerkelijk won. Moretz speelde in 2012 Carolyn in Dark Shadows, naast onder anderen Johnny Depp en Michelle Pfeiffer. Ook sprak zij de stem in van Emily Kaldwin in het videospel Dishonored. In 2013 was Moretz te zien in onder meer Movie 43 en als het titelpersonage in Carrie, een nieuwe versie van het al meermaals verfilmde gelijknamige boek van Stephen King. In 2014 speelde ze in the Equalizer, samen met Denzel Washington.

## Afbeeldingen

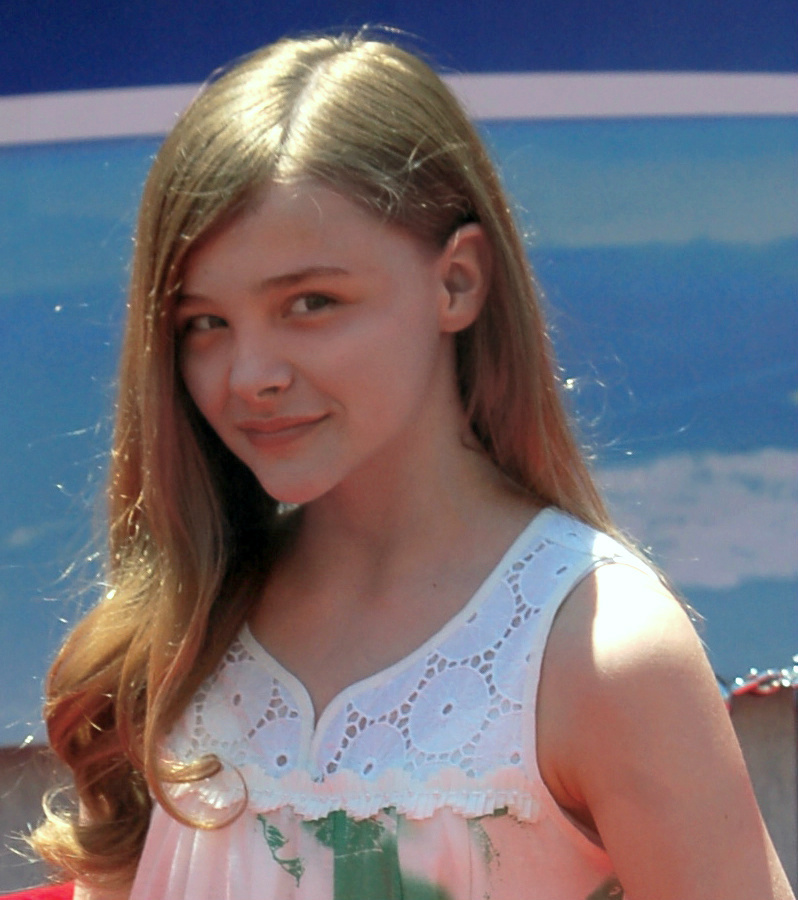
Chloë Grace Moretz op de rode loper (2009)
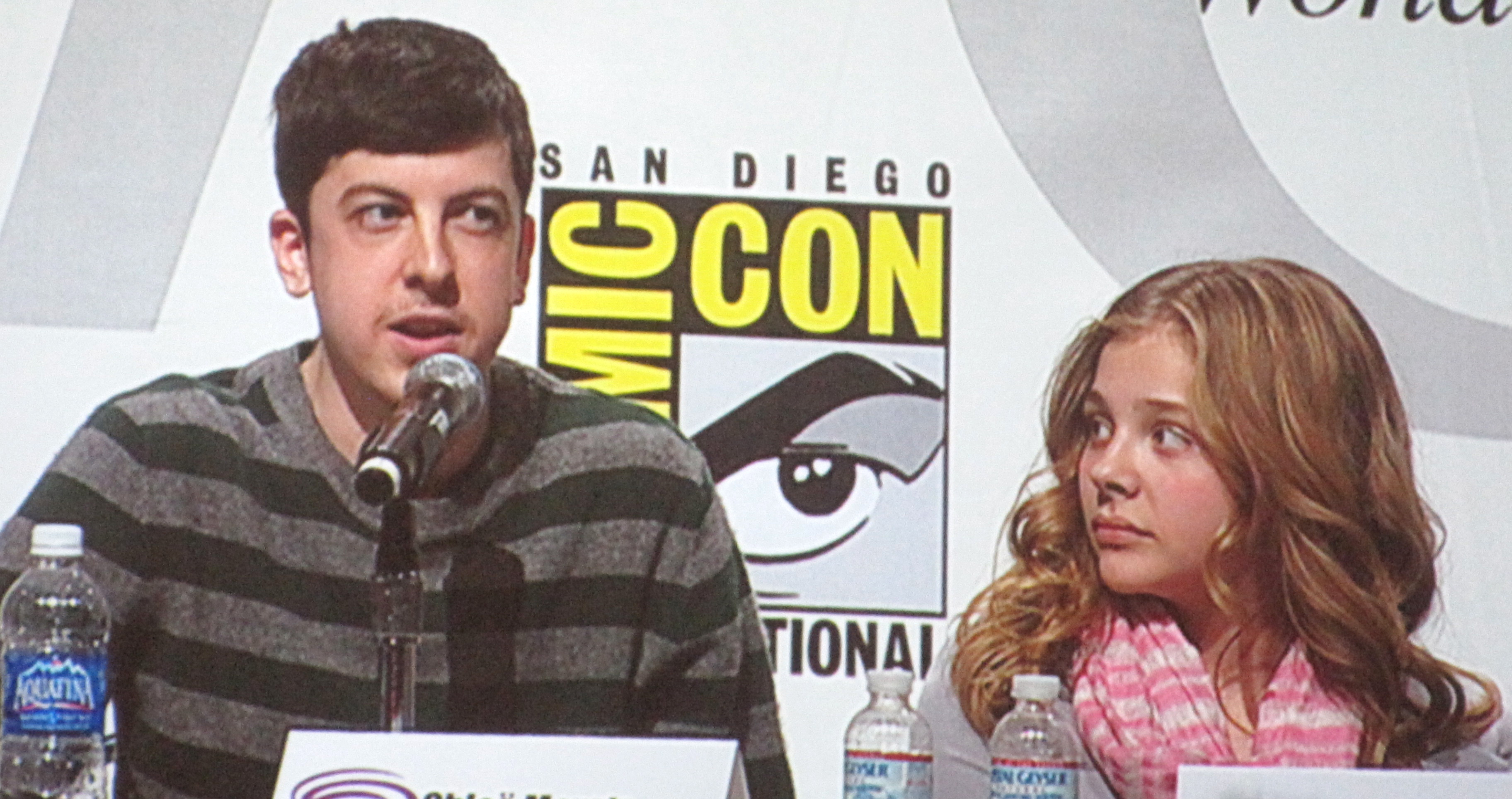
Moretz met Christopher Mintz-Plasse, haar medespeler in Kick-Ass (2010)

- Bibsys: 12021196
- Biblioteca Nacional de España: XX4876103
- Bibliothèque nationale de France: cb16269160w (data)
- Gemeinsame Normdatei: 1061418847
- International Standard Name Identifier: 0000 0001 1872 8575
- Library of Congress Control Number: no2007082061
- MusicBrainz: f0c96c45-a2e0-4073-827d-e4f92f2f1a79
- Bibliotheek van het Japanse parlement: 001127241
- Nationale Bibliotheek van Tsjechië: xx0152082
- Nationale Bibliotheek van Israël: 987007421855505171
- Nationale Bibliotheek van Polen: a0000002898350
- Nederlandse Thesaurus van Auteursnamen: 370549244
- Système universitaire de documentation: 150868715
- Virtual International Authority File: 9627617
- WorldCat: E39PBJpyh9qRHR6XWVR6kKyTpP